# 富樫凱一
富樫 凱一（とがし がいいち、1905年11月17日 - 1993年4月21日）は、日本の土木工学者、建設官僚。東名高速道路の全線開通、本州四国連絡橋の完成などに尽力。文化功労者。

## 来歴
北海道旭川市生まれ。北海道帝国大学卒業。内務省に入り、関門国道改良事務所長、建設省道路局長、技監などを歴任し、1960年退任。1966年日本道路公団総裁、1967年土木学会会長、1970年本州四国連絡橋公団総裁。1978年海洋架橋調査会会長。
技術者として、関門トンネルの設計・建設や東名高速道路建設に一貫して尽力した他、本州四国連絡橋の児島・坂出ルート（瀬戸大橋）の建設に関しては、開発公団初代総裁として長大吊り橋を始めとする新技術の導入・開発に当たった。1972年土木学会功績賞。1976年勲一等瑞宝章受章。瀬戸大橋が開通した1988年に、以上の功績により文化功労者に選ばれた。